# Modriach
Modriach ist ein Dorf und eine Ortschaft in der Weststeiermark, sowie eine Katastralgemeinde der Marktgemeinde Edelschrott im Bezirk Voitsberg, Steiermark. Der Ort war von 1850 bis 2014 eine eigenständige Gemeinde. Die ehemalige Gemeinde mit 196 Einwohnern (Stand: 1. Jänner 2024) ist seit 1. Jänner 2015 im Rahmen der Gemeindestrukturreform in der Steiermark bei der Marktgemeinde Edelschrott eingemeindet.

## Geografie
Modriach liegt südwestlich von Graz im Steirischen Randgebirge, im Nordosten der Koralpe an der Grenze zum Reinischkogelzug. Der Ort liegt im Süden von Edelschrott, am Modriachbach, der am Reinischkogel entspringt und in den Packer Stausee mündet.
Die ehemalige Gemeinde Modriach bestand nur aus der gleichnamigen Katastralgemeinde, welche die südlich des Oberlauf des Modriachbaches sowie von dessen Quellgebiet gelegenen Anhöhen umfasst. Die Gemeinde ist seit dem 18. Jahrhundert in ihren Grenzen unverändert geblieben. Im Norden und Osten bildet der Modriachbach die Grenze zur Katastralgemeinde Edelschrott. Im Süden verläuft die Grenze zur Katastralgemeinde Klosterwinkel der Stadtgemeinde Deutschlandsberg über den Höhenzug des Reinischkogels, des Schrogentores und des Münzerkogels. Der vom Münzerkogel, über den Gfällkogel, den Großofen und den Mitterberg nach Norden bis zum Packer Stausee streichende Höhenzug sowie der Haserendbach bilden nach Osten und Norden hin die Grenze zur Gemeinde Hirschegg-Pack mit der Katastralgemeinde Pack.
Auf dem Gebiet der Katastralgemeinde Modriach liegen neben der Ortschaft Modriach und den als Modriach/Dorf bezeichneten gleichnamigen Dorf auch noch die Streusiedlungen Grail, Mitterberg sowie Oberer und Unterer Modriachwinkel. Daneben gibt es in Modriach noch mehrere von der Statistik Austria namentlich ausgewiesene Einzellagen und Bauernhöfe.
Beim Ortsteil Unterer Modriachwinkel befindet beim Gasthaus Hoiswirt an den Hängen des Pfennichkogels das Skigebiet Hoislifte Modriach-Winkel.

## Geschichte

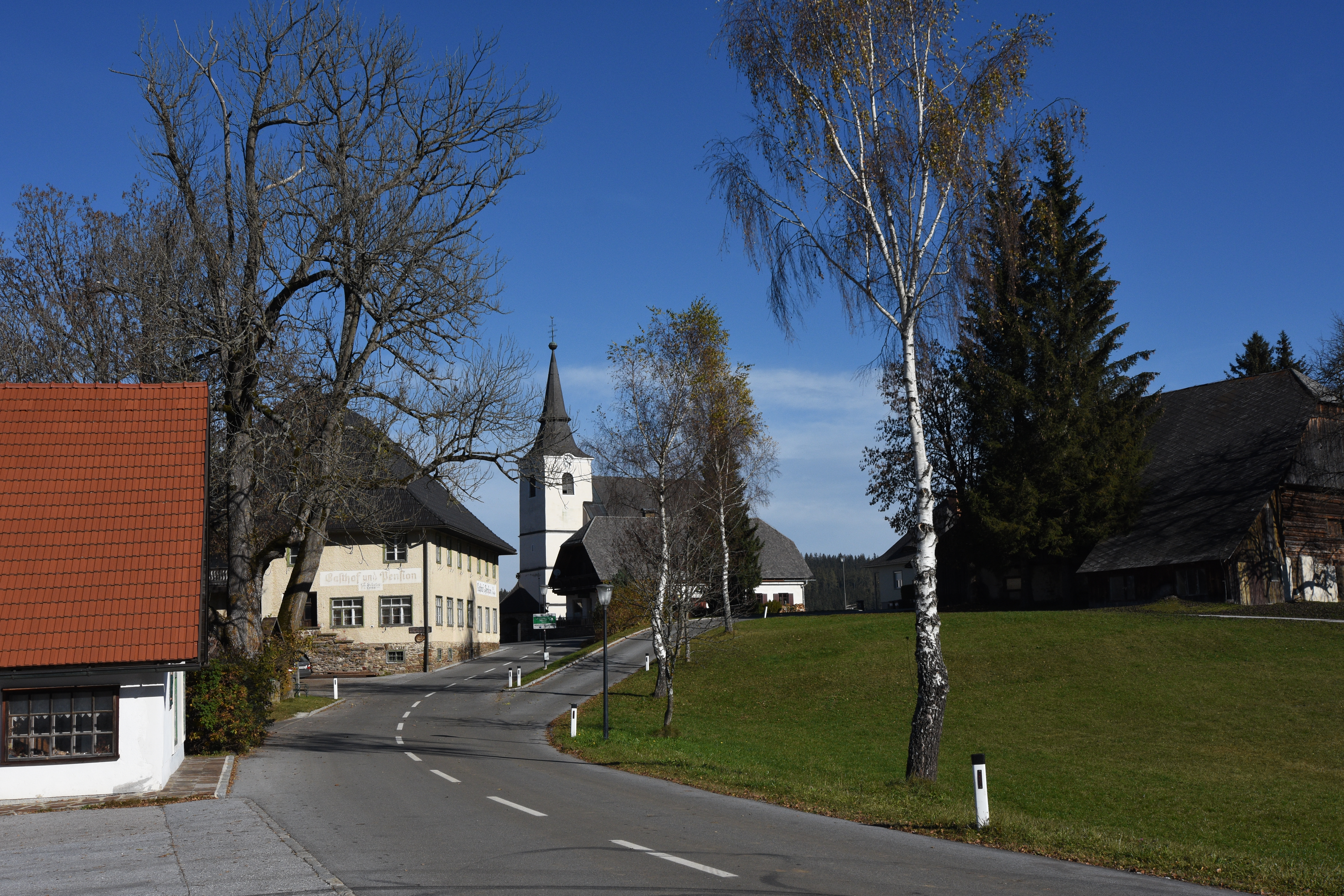
Modriach

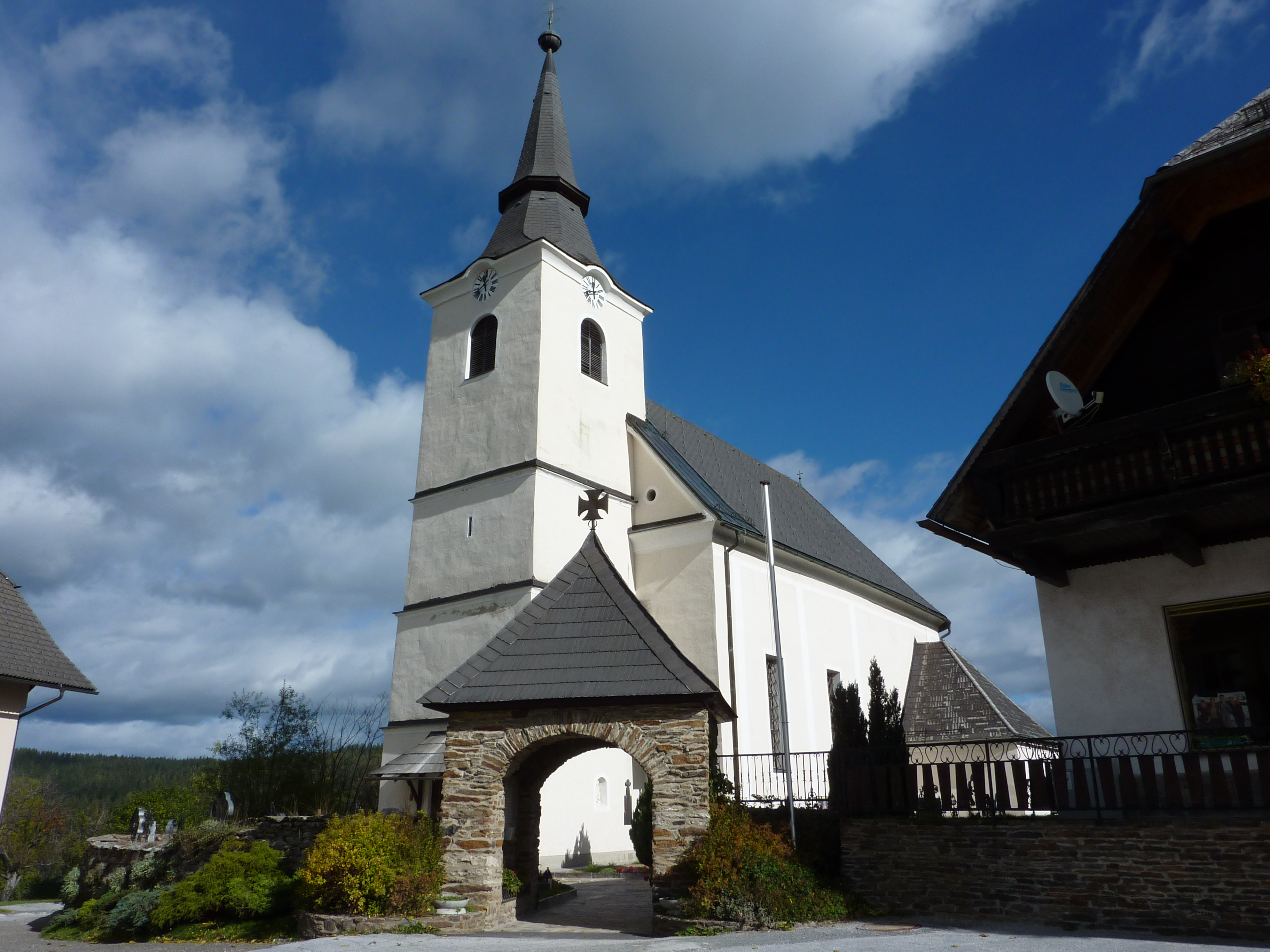
Pfarrkirche Modriach

Bereits während der Jungsteinzeit lebten Menschen in der Gegend um das heutige Modriach, wie der Fund eines Steinbeiles zeigt. Ein Münzfund bei Modriach stammt aus der römischen Kaiserzeit.
Der heutige Ort entstand Großteils im Hochmittelalter auf einem Rodungsgebiet und bestand ursprünglich aus Einzelhöfen mit Einödfluren sowie den um die Pfarrkirche gelegenen Kirchweiler. Die erste urkundliche Erwähnung erfolgte 1245 bereits als Modriach. Der Name ist dabei wahrscheinlich slawischen Ursprungs und leitet sich vermutlich entweder vom slawischen modrŭ für die Farbe Blau ab. Der Name bezog sich dabei entweder auf die Farbe des Modriachbaches oder den hier vorherrschenden Bewuchs mit Kornblumen. Auch die Herleitung von dem Personennamen Modra scheint möglich. Eine Herleitung vom slawischen modru mit der Bedeutung Schlamm lässt sich wiederum nicht belegen. Der slawische Ortsname ist aber kein Beleg dafür, dass Modriach von Slawen gegründet wurde, weist aber zumindest einen slawischen Anteil in der Bevölkerung nach. Mutterpfarre des Gebietes war die Pfarre Piber, die ab dem 12. Jahrhundert bis 1786 vom Stift St. Lambrecht betreut wurde. Das Gebiet des Stiftes St. Lambrecht gehörte in dieser Zeit zwar formal zum Gebiet der Diözese Seckau, hatte aber umfassende Sonderrechte.
Das aus dem Jahr 1420 stammende Urbar der Grafen von Montfort weist bei Modriach 14 teilweise öd gefallene Huben sowie sechs Hofstätten aus. Das bei Modriach gelegene Amt wurde 1541 an die Herren von Ungnad verkauft, die es mit ihrer bei Wolfsberg gelegenen Herrschaft Waldenstein verbanden. Im Jahr 1584 kaufte Siegmund Friedrich von Herberstein das Amt Modriach und vereinigte es mit seiner Herrschaft Ligist. Von Ligist aus wurde auch die nach 1848 zerteilte und verkaufte Fideikommissgült Modriach der Herren von Saurau verwaltet.
Die Einwohner von Modriach gehörten bis zur Abschaffung der Grundherrschaften im Jahr 1848 zu verschiedenen Herrschaften, etwa zu Altenberg, zum Frühamtsstift der Stadtpfarre von Graz, dem 1616 und 1670 genannte Amt Pack der Herrschaft Krems, der Herrschaft Pack und dem Amt Gößnitz der Herrschaft Piber. Für die Jahre 1527 und 1542 sind auch Untertanen der Frühamtskaplanei der Grazer Domkirche in Modriach belegt.
Im 15. und 16. Jahrhundert lag Modriach nach der Vierteleinteilung der Steiermark 1462 zunächst im Bereich der Obersteiermark im Viertel enhalb der Piberalm und dort im Judenburger Viertel. Zu diesem Viertel gehörte auch das Kainachtal bis nach Ligist und Lieboch, Übelbach und Thal westlich von Graz. Im Jahr 1677 wurde das Kainachtal und seine Umgebung, damit auch das Gebiet von Modriach, aus dem Viertel Judenburg gelöst und zum Viertel zwischen Mur und Traa (Drau), dem Vorgänger des Marburger Kreises gezogen. In diesem Viertel der Steiermark blieb der Ort zunächst auch nach den Gebietsreformen unter Maria Theresia und Joseph II. Ab dem 1. November 1783 kam das Kainachtal vom Marburger Kreis zum Grazer Kreis, die südliche Gemeindegrenze von Modriach wurde zur Kreisgrenze.
Das Gemeindegebiet gehörte im 16. und 17. Jahrhundert für die niedere Gerichtsbarkeit zum „Burgfried der Ämter Pack, Hirscheck und Modriach“, für die höhere (Blut-)Gerichtsbarkeit zum Landgericht Voitsberg-Greißenegg der Grundherrschaft Obervoitsberg. Dies galt allerdings nur außerhalb des Dachtraufes: Innerhalb dessen lag die volle niedere Gerichtsbarkeit im 16. Jahrhundert beim jeweiligen Grundherren.
Ab 1770, der ersten Personen- und Häusererfassung in Österreich, sind Menschen, Zugvieh und Häuser aus Modriach selbständig erfasst. Diese Erfassung fand im Rahmen der Heeresreformen unter Maria Theresia und Joseph II. statt. Sie führte zur Einführung der „Numerierungsabschnitte“ (auch Konskriptionsgemeinden genannt). Modriach war ein solcher Abschnitt. Gemeinsam mit dem Numerierungsabschnitt Pack gehörte Modriach zum westlichen Teil des Werbbezirks Ligist. Aus dem Numerierungsabschnitt wurde in den Jahren danach die gleichnamige Steuergemeinde und Katastralgemeinde Pack.
Die freie Ortsgemeinde Modriach entstand 1850 ohne Gebietsveränderung aus der Katastralgemeinde. Die Freiwillige Feuerwehr wurde offiziell 1947 gegründet.
Am 1. Jänner 2015 wurde die Gemeinde Modriach im Rahmen der Gemeindestrukturreform in der Steiermark zu der Marktgemeinde Edelschrott eingemeindet. Die Nachbargemeinden von Modriach waren zuletzt im Osten und Norden Edelschrott, im Süden Kloster, im Westen Pack.

## Wirtschaft und Infrastruktur
Modriach ist land- und forstwirtschaftlich geprägt. Bereits gegen Ende des 18. Jahrhunderts wurden die Waldgebiete bei Modriach für industrielle Zwecke, also zur Gewinnung von Holzkohle genutzt. Daneben kommt auch der Almwirtschaft eine gewisse Rolle zu.
Verkehrsverbindungen führen über die L 344, die Modriacherstraße, nach Norden zur Packer Straße (B 70) bei Stampf und zur Abfahrt Modriach der Südautobahn (A 2) nördlich des Ortes. Der Ort ist durch einen Schulbusverkehr der Linie 722 des Steirischen Verkehrsverbundes mit Köflach verbunden. Diese Linie wird von der GKB betrieben, andere öffentliche Verkehrsbeziehungen bestehen nicht.
Der Ort hat als Wander- und Skigebiet regionale Bedeutung, mehrere Mountainbike- und Langlauftouren führen auch durch das Gemeindegebiet. Das Schrogentor an der südlichen Grenze ist ein markanter Wegpunkt. Beim Gasthaus Hoiswirt im Unteren Modriachwinkel befindet sich an den Hängen des Pfennichkogels das Skigebiet Hoislifte Modriach-Winkel.
Die Pfarre Modriach bildet eine Pfarrei der Diözese Graz-Seckau. Diese Pfarre ist nicht mehr durch einen eigenen Priester besetzt, sondern bildet zusammen mit den Pfarren Voitsberg, Edelschrott, Hirschegg, Pack und Sankt Martin am Wöllmißberg einen Pfarrverband innerhalb des Seelsorgeraum Voitsberg.

## Kultur und Sehenswürdigkeiten

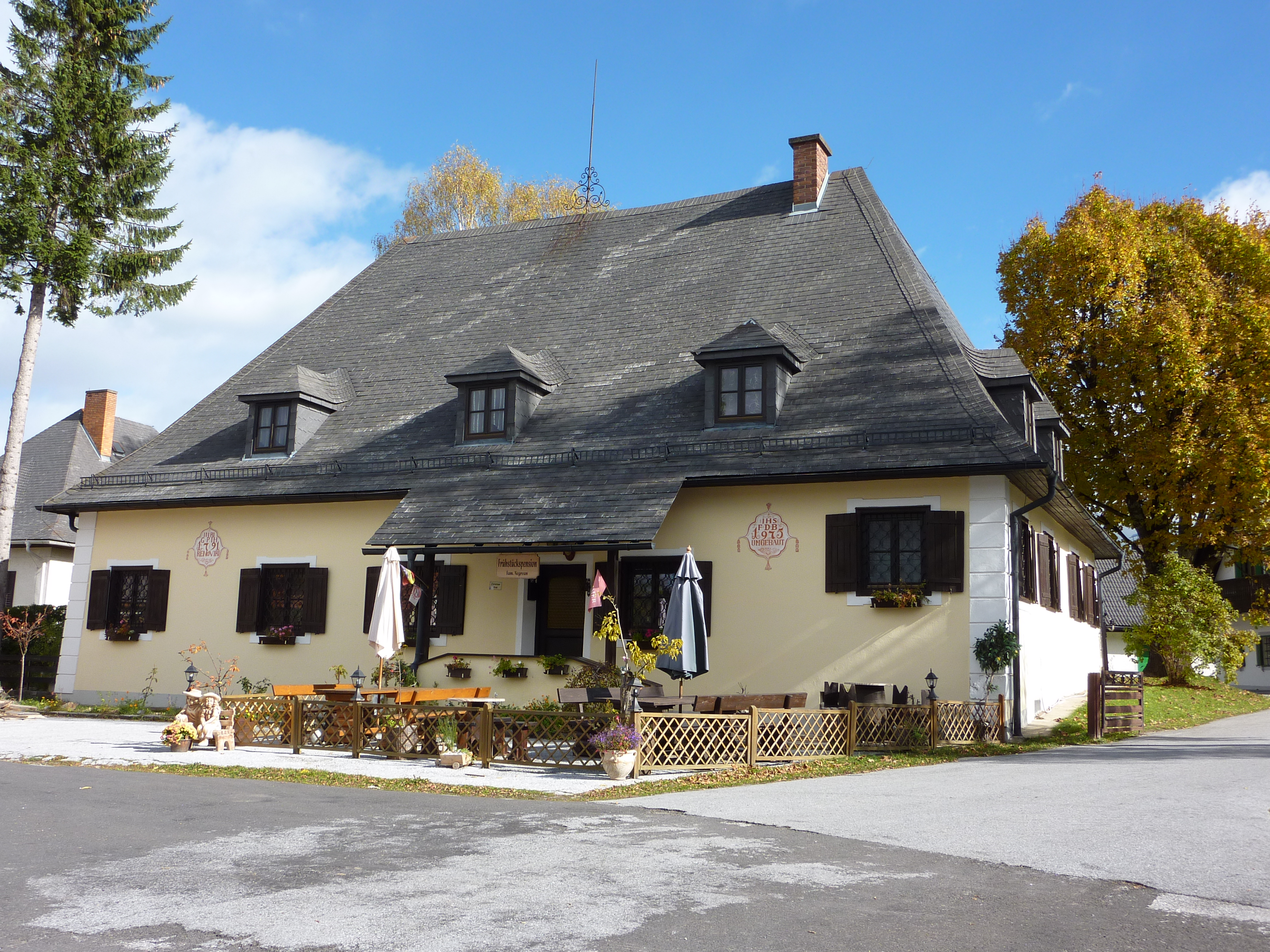
Der ehemalige Pfarrhof in Modriach.

In Modriach gibt es insgesamt zwei denkmalgeschützte Bauwerke. Die heutige Pfarrkirche Modriach wurde zwischen 1716 und 1724 errichtet und war bis 1786 eine Filialkirche der Pfarre Pack. Der Hochaltar hat ein von Johann Veit Hauck gemaltes Altarblatt. Der ehemalige Pfarrhof geht auf das nach 1545 von den Herren von Ungnad errichteten Modriacher Stöckl zurück. Dieses Stöckl wurde nach 1584 in ein Bauernhaus umgewandelt und erst später als Pfarrhof genutzt. Das heutige Gebäude stammt aus den 1780er-Jahren und wurde vermutlich an der Stelle des alten Stöckls erbaut. Der Pfarrhof hat ein Walmdach und verfügt über verputzte Fensterrahmen sowie mit Putzrahmen versehen Embleme. Der Stiegenaufgang auf der Frontseite ist überdacht.
Neben der Pfarrkirche gibt es auch einige kleine religiöse Flurdenkmäler in Modriach. Die Reifsimakapelle wurde nach einer Renovierung am 24. September 1988 neu geweiht. Der Modriacher Bildstock ist ein um 1700 als Pestkreuz errichteter Tabernakelbildstock mit Pyramidendach der heute als Flurkreuz genutzt wird. In den drei Nischen befinden sich von Friedrich Kehldorfer gemalte Holztafeln mit Darstellungen der Heiligen Veit, Katharina von Siena und Christophorus. An der Rückseite befindet sich keine Nische, sondern eine Inschrift, die an die Errichtung des Bildstockes erinnert. Bei der Ortseinfahrt befindet sich das Huberkreuz.
Hier befinden sich einige kleine Fundorte von Turmalin, Epidot, Beryll, Titanit, Zirkon, Kassiterit und Spodumen.

## Politik

### Gemeinderat
Der Gemeinderat bestand bis Ende 2014 aus neun Mitgliedern und setzte sich seit der Gemeinderatswahl 2010 aus Mandataren der folgenden Parteien zusammen:
- 9 ÖVP

### Ehemalige Gemeindevorsteher und Bürgermeister
- 1852 Simon Scherr[5]
- 1869 Georg Scherz[5]
- 1874, 1876 Josef Scherr[5]
- 1884 Matthäus Neumann[5]
- 1885–1888 Heinrich Pfennich[5]
- 1889–1891 Rupert Bernsteiner[5]
- 1892–1894 Kaspar Münzer[5]
- 1895–1900 Franz Pansi[5]
- 1900–1901 K. Neumann[5]
- 1901–1907 Kaspar Münzer[5]
- 1907–1910 Heinrich Scherr[5]
- 1910–1913 Valentin Preßler[5]
- 1914–1923 Heinrich Scherr[5]
- 1924–1934 Johann Klug[5]
- 1934–1937 Heinrich Scherr[5]
- 1937–1938 Valentin Münzer, Amtswalter[5]
- 1938 Franz Göbl, Amtswalter[5]
- 1939–1945 Raimund Krammer[5]
- 1945–1950 Felix Trappel[5]
- 1950–1955 Karl Neumann[5]
- 1955–1960 Anton Preßler[5]
- 1960–1987 Johann Neumann (ÖVP)[5]
- 1987–1993 Josef Archan[5]
- 1993–2000 Maximilian Reinisch[5]
- 2000–2010 Erich Krammer[5]
- 2010–2014 Werner Münzer (ÖVP)[5]

### Wappen
Die Verleihung des von Josef Archan entworfenen Gemeindewappens erfolgte am 16. September 1985 mit Wirkung vom 1. August 1985.

Die Blasonierung (Wappenbeschreibung) lautet wie folgt: „In Blau erhöht ein goldener Kessel auf goldenem Dreifuß, seitlich und unten von fünf goldenen Grasbüscheln begleitet.“

Der Kessel ist das Zeichen des heiligen Veit, des Pfarrpatrons. Die Grasbüschel nehmen Bezug auf den slawischen Ursprung des Ortsnamens, der sich vermutlich vom Pflanzenbewuchs in dieser Gegend, vor allem von den Kornblumen, ableiten lässt.

## Persönlichkeiten

### Ehrenbürger
- 1934: Rochus Pongratz, Heinrich Scherr, Anton Wipfler, Ing. Grabner[15]
- 1935: Friedrich Stockinger (1894–1968), Bundesminister für Handel und Verkehr[15]
- 1960: Josef Krainer senior (1903–1971), Landeshauptmann[15]
- 1965: Gottfried Frieß, geistlicher Rat[15]
- 1976: Franz Wegart (1918–2009), Landeshauptmann-Stellvertreter[15]
- 1982: Franz Summer, geistlicher Rat[20]
- 1982: Josef Krainer junior (1930–2016), Landeshauptmann[20]
- 1982: Johann Neumann (1930–2016), Abgeordneter zum Nationalrat[20]

### Söhne und Töchter der Gemeinde
- Johann Neumann (1929–2013), Politiker sowie Gast- und Landwirt

## Historische Landkarten

Historische Landkarten zu Modriach aus den drei Landesaufnahmen, ca. 1789 bis 1910
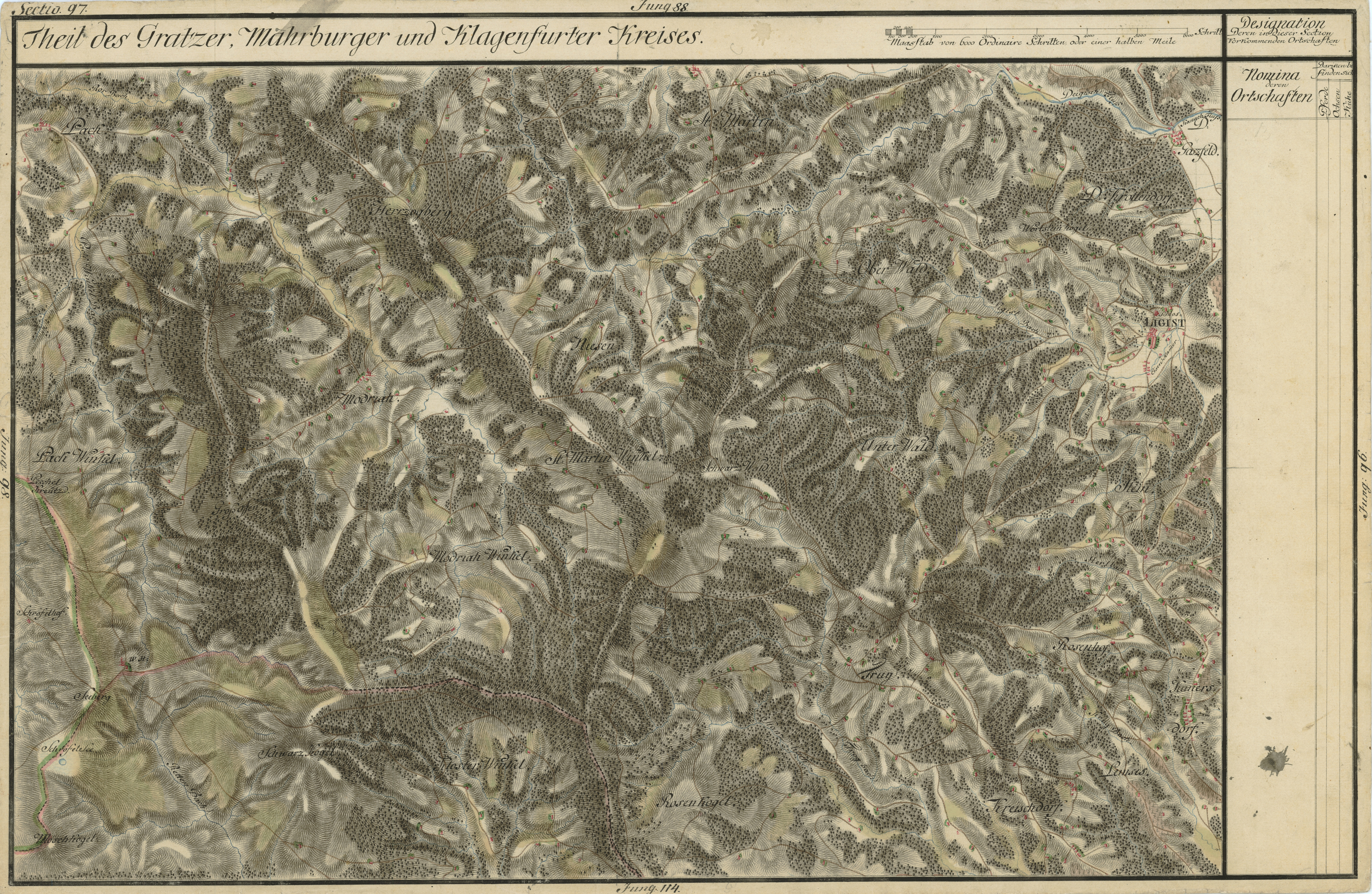
Das Gebiet von Modriach (links außen) in der Josephinischen Landesaufnahme, ca. 1789
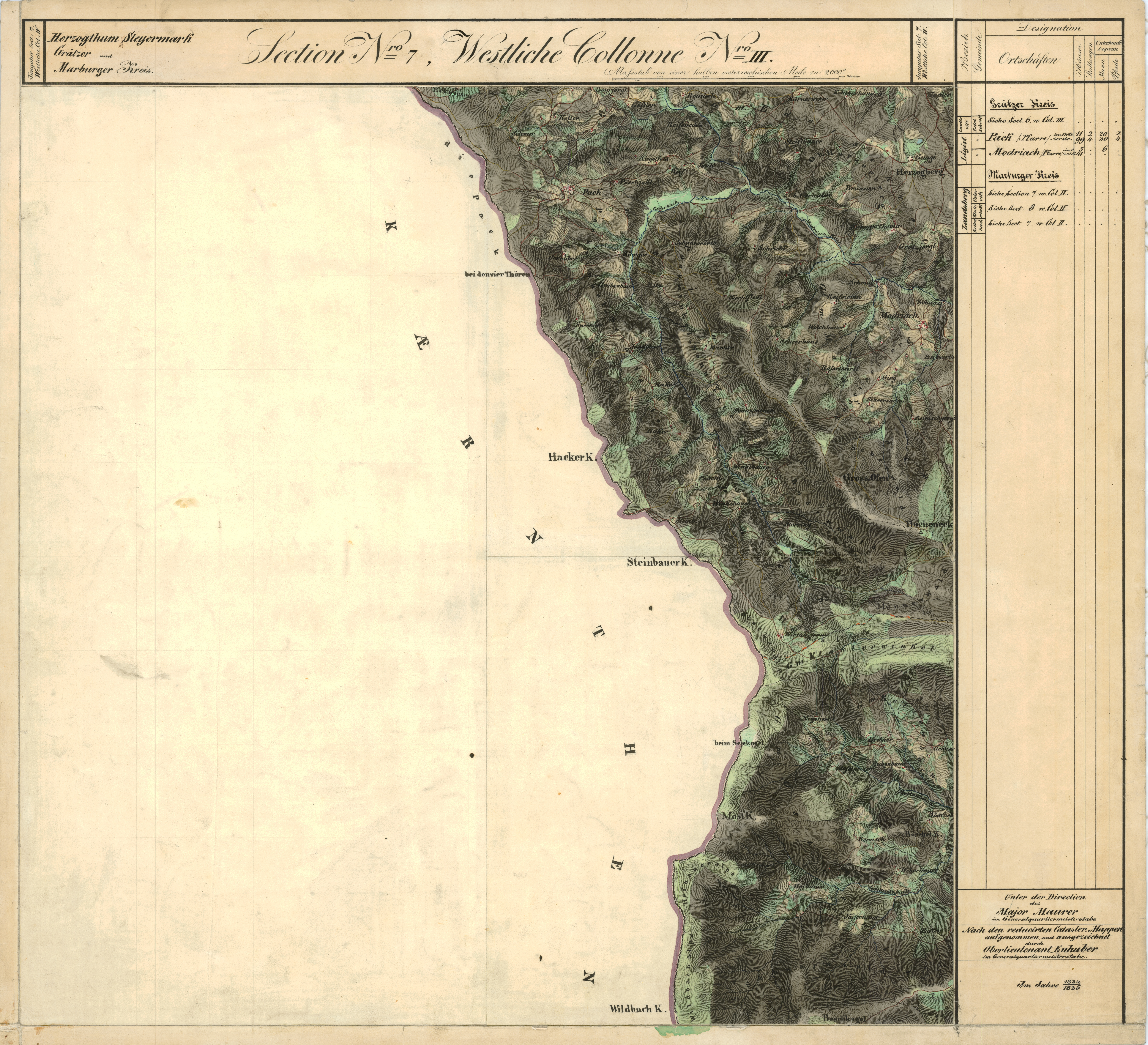
Der Westen von Modriach in der Franziszeischen Landesaufnahme, ca. 1835
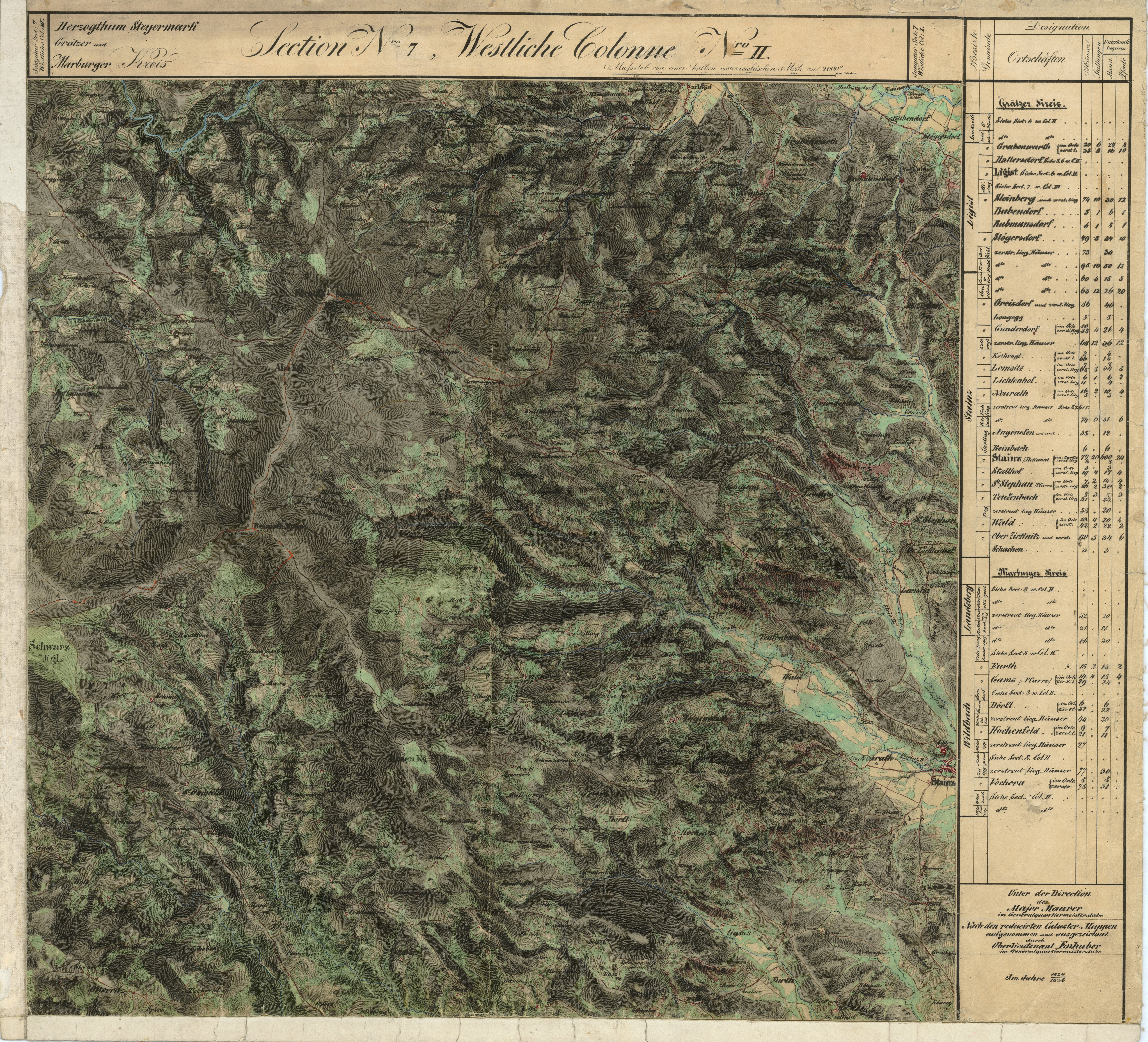
Östlicher Teil von Modriach ca. 1835
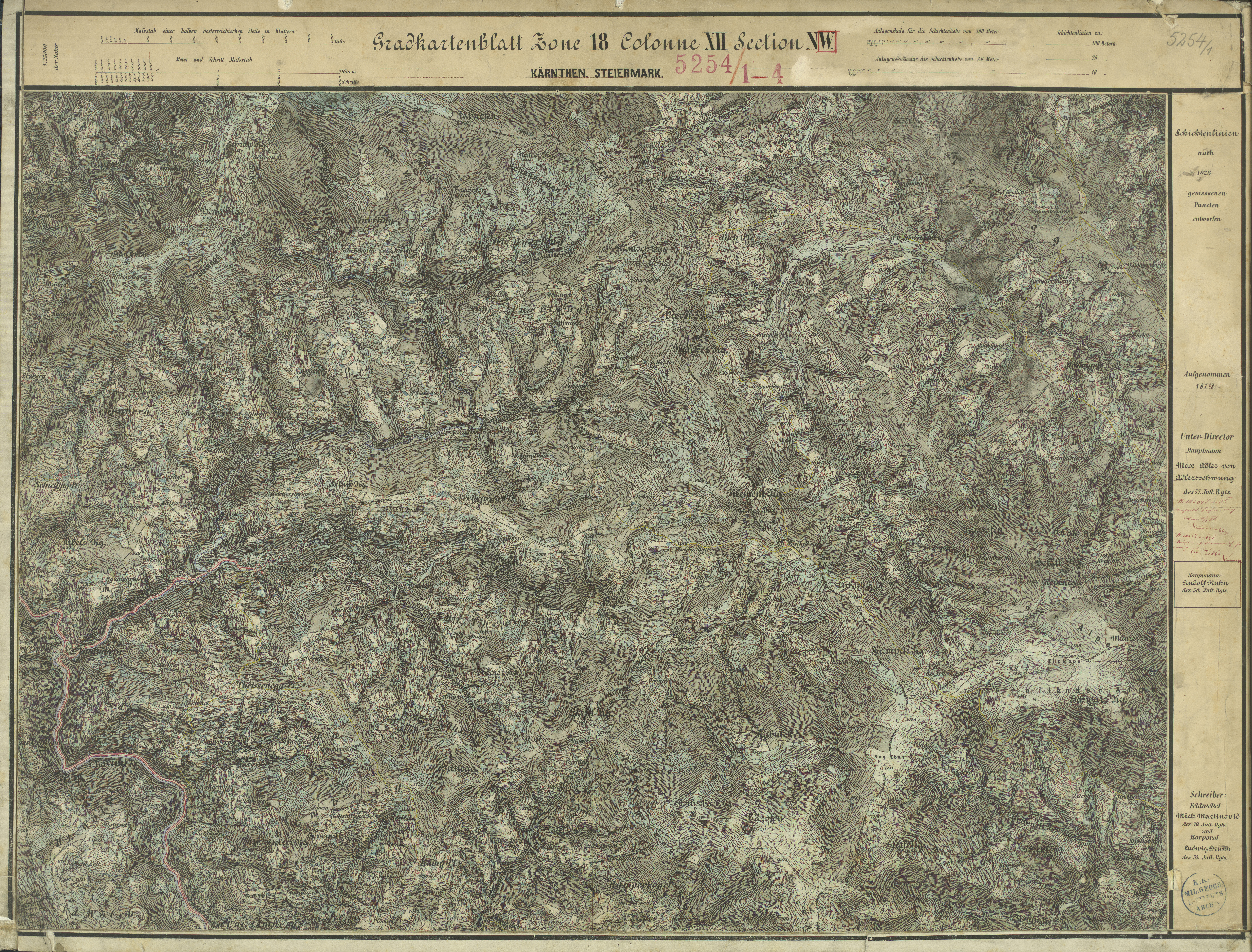
Aufnahmeblatt der franzisco-josephinischen Landesaufnahme, ca. 1877/78
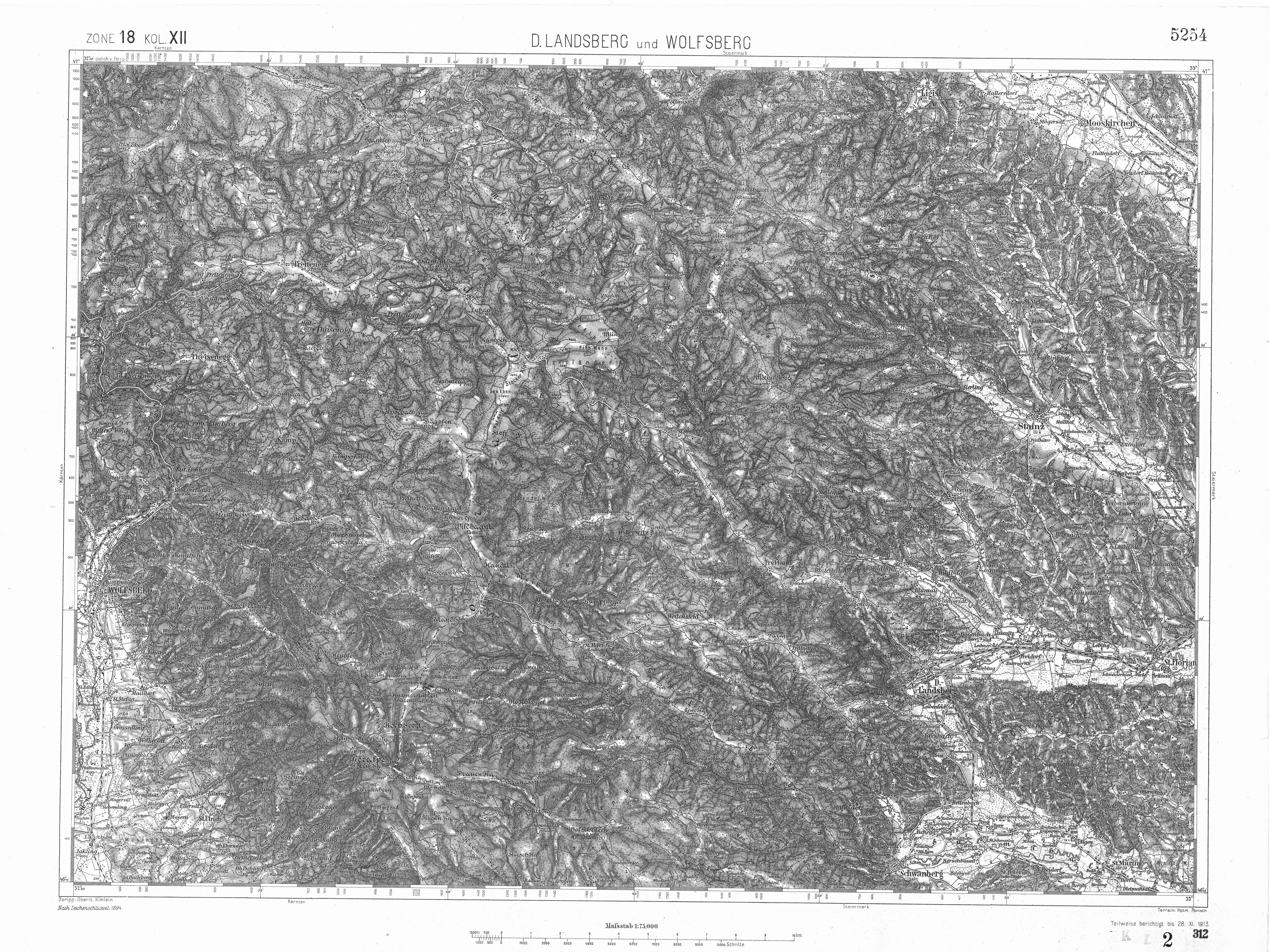
Modriach (Mitte oben), Spezialkarte ca. 1910